# Кварцове скло

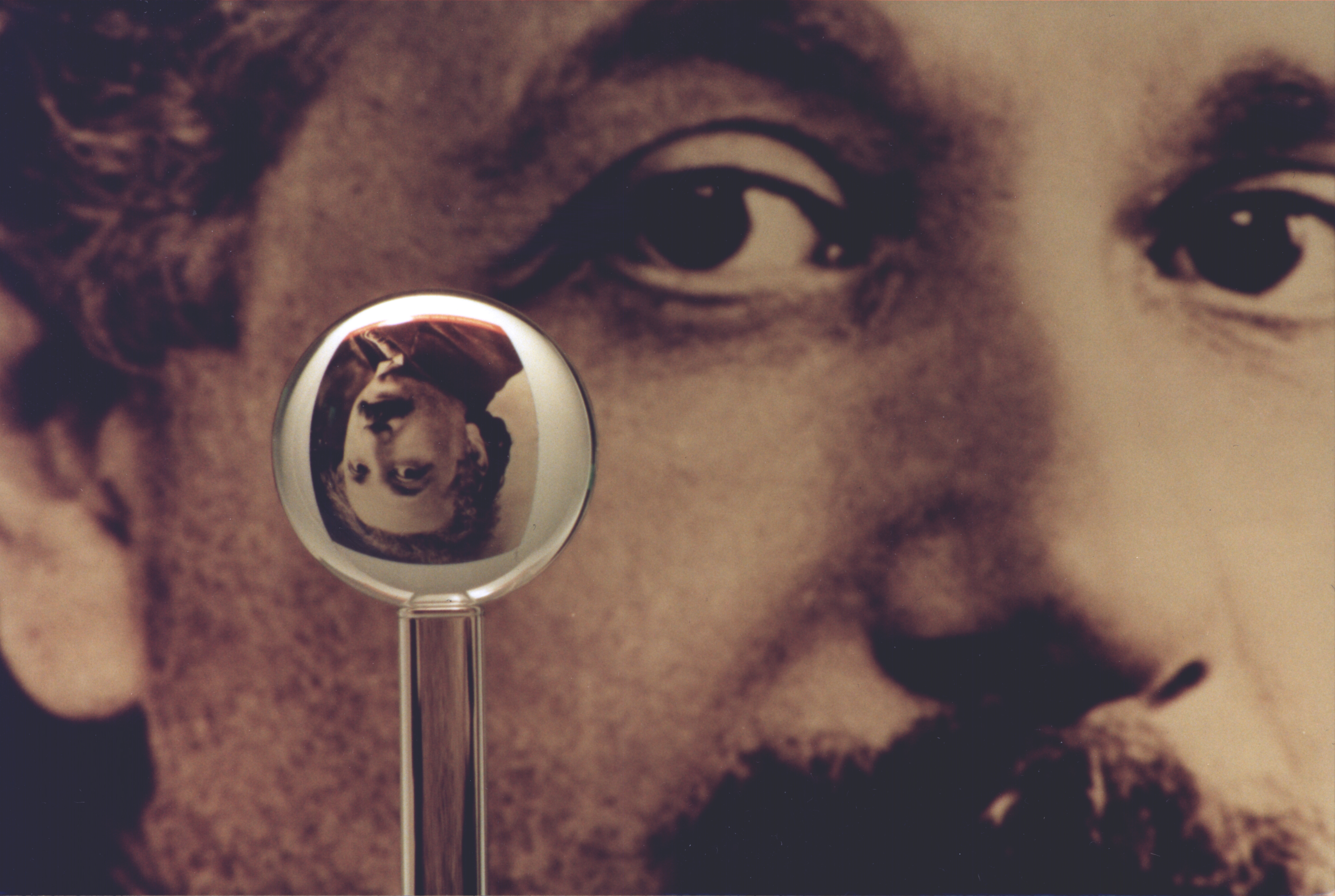
Сфера виробництва НАСА з плавленого кварцу для використання в гіроскопі Gravity Probe B. Це одна з найточніших сфер коли-небудь створених людиною, що відрізняються за формою від ідеальної сфери не більше ніж на 40 атомів товщини. Вважається, що тільки нейтронні зірки є гладкішими.

Ква́рцове скло — однокомпонентне силікатне скло, що одержується плавленням природних різновидів кремнезему — гірського кришталю, жильного кварцу і кварцового піску, а також утворюється при застиганні розплаву синтетичного діоксиду кремнію SiO2.

## Різновиди
Розрізняють два види промислового кварцового скла: 
- прозоре (оптичне і технічне)
- непрозоре.

Непрозорість кварцового скла додає велику кількість розподілених в ньому дрібних газових пухирців (діаметром від 0,03 до 0,3 мкм), що розсіюють світло. Оптичне прозоре кварцове скло, що одержується плавленням гірського кришталю, абсолютно однорідне, не містить видимих газових пухирців; має найменший серед силікатних стекол показник заломлення (nD = 1,4584) і найбільше світлопропускання, особливо для ультрафіолетового проміння.

## Властивості
Кварцове скло має аморфну природу.
Для кварцового скла характерна висока термічна і хімічна стійкість:
- температура розм'якшення скла 1400 °C
- питомий опір при 20°С — 1016 Ом·м
- тангенс кута діелектричних втрат при температурі 20°С і частоті 106 Гц — 0,0025—0,0006

Оптичні властивості:
Дисперсія кварцового скла описується формулою Селлмейєра:
{\displaystyle \varepsilon =1+{\frac {a_{1}\lambda ^{2}}{\lambda ^{2}-l_{1}^{2}}}+{\frac {a_{2}\lambda ^{2}}{\lambda ^{2}-l_{2}^{2}}}+{\frac {a_{3}\lambda ^{2}}{\lambda ^{2}-l_{3}^{2}}},}
де
{\displaystyle a_{1}=0,69616630,\quad l_{1}=0,068404300,}
{\displaystyle a_{2}=0,40794260,\quad l_{2}=0,11624140,}
{\displaystyle a_{3}=0,89747940,\quad l_{3}=9,8961610,}
і довжина хвилі {\displaystyle \lambda } задається в мікрометрах.

## Застосування
Кварцове скло застосовують для виготовлення лабораторного посуду (Силоксид), тиглів, оптичних приладів, ізоляторів (особливо для високих температур), виробів, стійких до температурних коливань. Непрозоре кварцове скло є сировиною для виробництва термостійкої вогнетривкої кварцової кераміки.